# Stazione di Muratella
La stazione di Muratella è una fermata ferroviaria di Roma. È posta sulla ferrovia Roma-Fiumicino ed è servita dai treni della FL1.

## Storia
La fermata di Muratella venne attivata il 29 maggio 1988.

## Servizi
La tipica offerta nelle ore di punta nei giorni lavorativi è di un treno ogni 15 minuti per Fiumicino Aeroporto e Fara in Sabina, un treno ogni 30 minuti per Poggio Mirteto e un treno ogni ora per Orte. Nei giorni festivi le frequenze sono dimezzate. Tutti i treni fermano in tutte le stazioni.

## Interscambi
- Fermata autobus ATAC